# Frailea mammifera
Frailea mammifera (укр. Фрайлея маміфера, Фрайлея сосочконосна) — сукулентна рослина з роду фрайлея родини кактусових.

## Опис
Стебло мініатюрне, майже завжди одиночне, кулясте або коротко-циліндричне, не перевищує 3 см у висоту і 2,5 см в діаметрі. Ребра (17) покриті дрібними сосочкоподібними виступами, у верхній частині яких розташовані ареоли.
Центральних колючок 2-4, золотисто-коричневі, жорсткі, стирчать, завдовжки 2-3 мм. Радіальних колючок 18-20, розчепірених, тонких, жовтуватих, завдовжки до 2 мм.
Корінь потовщений.
Квітки сірчисто-жовті, із загостреними пелюстками, за діаметром перевершують стебло рослини (2,5 см).

## Розповсюдження, екологія та чисельність
Ареал розповсюдження — Бразилія, штат Ріу-Гранді-ду-Сул.
Frailea mammifera має невеликий ареал — близько 1 800 км² і його субпопуляції сильно фрагментовані. Вид знаходиться під впливом кількох чинників, які призвели до скорочення його чисельності, і які не зміняться найближчим часом. Тому, він занесений до категорії «Види під загрозою вимирання» Червоного Списку Міжнародного Союзу Охорони Природи. Основні загрози: витоптування великою рогатою худобою, сільське господарство, лісівництво, інвазивні трави і пожежі.